# Oksazepam
Oksazepam – organiczny związek chemiczny, lek przeciwlękowy z grupy benzodiazepin. Wprowadzony do światowego lecznictwa przez firmę Wyeth w 1965 roku. Jest czynnym ostatnim metabolitem diazepamu. Wykazuje działanie uspokajające oraz miorelaksacyjne. W słabszym stopniu wykazuje działanie anksjolityczne, w dużych dawkach słabe nasenne. Należy do benzodiazepin o średnio długim okresie działania. Uznawany za najbezpieczniejszy z leków będących pochodnymi benzodiazepiny w leczeniu starszych pacjentów.

## Preparaty – Polska
- Oxazepam GSK tabl. 0,01 g x 20 szt. / Glaxo SmithKline Poznań

Pierwszy polski preparat oksazepamu. Produkcję w 1969 roku rozpoczęły ówczesne Poznańskie Zakłady Farmaceutyczne "Polfa" (obecne Glaxo)
- Oksazepam TZF tabl. 0,01 g x 20 szt. / Tarchomińskie Zakłady Farmaceutyczne Polfa
- Oxazepam Espefa tabl. 0,01 g x 20 szt. / Chemiczno-Farmaceutyczna Spółdzielnia Pracy Espefa